# Библиотека Чехов
Библиотека Чехова у Таганрогу (пун назив: Централна градска јавна библиотека  Антона Чехова, рус.: Центральная городская публичная библиотека имени А. П. Чехова) је најстарија библиотека на југу Русије.

## Историја
Јавну библиотеку заједно са малом књижаром званично је отворио 23. маја 1876. гувернер Таганрога адмирал Јохан Хампус Фурухјелм. Градско веће је дало библиотеци неке од својих слободних канцеларија у Греческој улици. Раније су постојале само приватне библиотеке и библиотеке у гимназији за дечаке, Маринској гимназији за девојчице и Поморској школи Таганрог. У марту 1878. Народна библиотека се преселила у другу зграду коју је доделило Градско веће у Петровској улици.

## Школске године Антона Чехова
Међу првим члановима били су будући светски познати писац Антон Чехов, историчар Павел Филевски, Владимир Богораз, уметници Серафима Блонскаја и Дмитриј Синоди-Попов. Андреј Дроси, Чеховљев друг из разреда, писао је касније у својим мемоарима: „..сваке недеље и сваког празника долазили смо рано ујутру у градску библиотеку и тамо проводили сате и сате, заборављајући на храну, седећи и читајући часописе...“ . У то време, Антон Чехов је живео сам у Таганрогу, пошто се цела породица преселила у Москву. Према архивским записима, прве књиге које је Чехов читао биле су књиге о путовањима и авантурама, а потом  Мигел де Сервантес, Харијет Бичер Стоу, Иван Тургењев и Иван Гончаров, касније - Дмитриј Писарев, Висарион Григоријевич Бјелински и Николај Александрович Доброљубов.

## Чеховљеве књиге
Градоначелник Таганрога Константин Фоти је 1890. замолио Чехова да пошаље своје књиге са ауторским посветама у Народну библиотеку Таганрог. Антон Чехов је овај захтев сматрао признањем родног града и одговорио да је срећан што је од помоћи свом родном граду, коме много дугује и који много воли. Прве три књиге биле су збирке његових прича и књига Лава Толстоја са ауторском посветом. Чехов је задржао традицију слања својих књига, ретких књига, књига са аутограмима и страних књига у свакој прилици од 1890. до своје смрти у Баденвајлеру 1904. године.

## Чеховљев музеј и библиотека
1904. године, након смрти Чехова, библиотека је добила име по светски познатом драмском писцу и писцу кратких прича. За први Чеховљев музеј у Русији посвећена је и просторија библиотеке. У периоду 1906–1907, Градско веће је расправљало о изградњи нове зграде у којој би се налазила и Чеховљева библиотека и Чеховљев музеј. Након детаљне анализе, савет је одлучио да изгради библиотеку, одајући почаст преминулом писцу Антону Чехову, доделивши за ту сврху 25.000 рубаља. Комисија се обратила Чеховљевом пријатељу, архитекти Фјодору Шехтелу у марту 1910. Он је дао своју сагласност у јулу 1910. Мала кућа која је изграђена 1878. је срушена, а нова библиотека је почела да се гради  14. септембра 1910. године. Завршена је августа 1911. године, а отворена је 1912. Музичко одељење библиотеке налази се у историјској кући Чајковског у Таганрогу.

## Галерија
- Стара градска кућа, дом Градске јавне библиотеке 1876–1877, фотографија снимљена 2006.
- Народна библиотека Таганрог, између 1878. и 1910. године.
- Пројекат библиотеке и музеја Чехова у Таганрогу по пројекту архитекте Фјодора Шехтела (1911)
- Библиотека и музеј Чехова на старој разгледници (фотографија снимљена између 1911. и 1917).
- Библиотека Чехова 2008.
- Кућа Чајковског у Таганрогу у користи се као одељење за музику библиотеке Чехова. Сликано 2010.